# Кристиана София Шарлота фон Бранденбург-Байройт
Кристиана София Шарлота (на немски: Christiane Sophie Charlotte von Brandenburg-Bayreuth; * 15 октомври 1733, Нойщат ан дер Айш; † 8 октомври 1757, ловен дворец Зайдингщат, Щрауфхайн) от франкския род Хоенцолерн, е маркграфиня на княжество Бранденбург-Байройт и чрез женитба херцогиня на Саксония-Хилдбургхаузен (20 януари 1757 – 8 октомври 1757).

## Живот
Тя е единствената дъщеря на маркграф Фридрих Кристиан фон Бранденбург-Байройт (1708 – 1769) и съпругата му принцеса Виктория Шарлота фон Анхалт-Бернбург-Шаумбург-Хойм (1715 – 1772), дъщеря на княз Виктор I Амадей Адолф фон Анхалт-Бернбург-Шаумбург-Хойм (1693 – 1772).
Кристиана София Шарлота расте в Копенхаген в двора на нейната леля кралица София Магдалена фон Бранденбург-Кулмбах и е възпитавана заедно с нейната дъщея Луиза Датска (1726 – 1756), която се омъжва през 1749 г. за херцог Ернст Фридрих III Карл фон Саксония-Хилдбургхаузен.
Кристиана София Шарлота се омъжва на 20 януари 1757 г. в дворец Христиансборг в Копенхаген за херцог Ернст Фридрих III фон Саксония-Хилдбургхаузен (1727 – 1780) от Ернестинските Ветини, вдовец на нейната братовчедка Луиза Датска. Тя е втората му съпруга. Тя обича лова. Кристиана София Шарлота умира още същата година на 8 октомври 1757 г. на 23 години в ловния дворец Зайдингщат, четири дена след раждане на дъщеря ѝ Фридерика София Мария Каролина (* 5 октомври 1757; † 17 октомври 1757), която умира няколко дена след нея.